# Clemens Helin (1742-1807)
Clemens Helin, född 14 december 1742 i Bäckseda församling, död 5 september 1807 i Älmeboda församling, var en svensk präst.

## Biografi
Clemens Helin föddes 1742 i Bäckseda församling Han var son till kyrkoherden Clemens Helin och Vendela Christina Hjelmgren i Gränna. Helin blev 1760 student vid Uppsala universitet och disputerade 1765. Han avlade magisterexamen vid Greifswalds universitet 1766 och prästvigdes 13 juni 1769 i Uppsala. År 1769 blev han extra ordinarie predikant vid Livregementets dragoner och 1771 lärare vid Realskolan i Stockholm. Helin blev 1773 rektor vid Stockholms barnhus och 1782 kyrkoherde i Bäckseda församling. Han utnämndes till prost 1785 och blev tillförordnad kontraktsprost i Östra kontrakt 1787. Från 1791 var han  kyrkoherde i Älmeboda församling och 1804 kontraktsprost i Konga kontrakt. Helin avled 1807 i Älmeboda församling.

### Familj
Helin gifte sig 8 juli 1774 med Sara Christina Unge (1746–1817). Hon var dotter till kyrkoherden Anders Unge och Anna Helena Vindrufva i Korsberga församling. De fick tillsammans barnen Clemens Helin (1780–1802), kammarrådet Johannes Helin (1782–1853) och Vendela Helena (född 1785).